# الخط الزمني لجائحة كوفيد 19 في سبتمبر 2020
توثق هذه المقالة التسلسل الزمني ووبائيات فيروس سارس-كوف-2 (SARS-CoV-2) في شهر سبتمبر 2020، وهو الفيروس الذي سبب مرض فيروس كورونا المستجد لعام 2019 (كوفيد 19) وهو المسؤول أيضًا عن جائحة كوفيد 19. عُرفت الحالات الأولى البشرية لمرض كوفيد 19 بمدينة ووهان الصينية في شهر ديسمبر 2019.

## التسلسل الزمني للجائحة

### 1 سبتمبر
- أبلغت ماليزيا عن 14 حالةً جديدةً (خمس حالات من الخارج وتسع حالات بسبب الانتقال المحلي للمرض)، ليصبح العدد الكلي للحالات هناك 9354 حالةً. تعافى 21 مريضًا، ليصبح العدد الكلي للمتعافين هناك 9075 حالةً. يوجد حتى هذا اليوم 151 حالةً نشطةً، مع وجود خمس حالات بوحدات العناية المركزة وعلاج ثلاث حالات على أجهزة التنفس الاصطناعي. أُبلغ عن حالة وفاة واحدة، ليصبح العدد الكلي للوفيات 128 حالةً.[1]
- أبلغت نيوزيلندا عن 14 حالةً مؤكدةً جديدةً (خمس حالات من المجتمع وتسع حالات من الخارج)، ليصبح العدد الكلي للحالات هناك 1752 حالةً (1401 حالة مؤكدة و351 حالةً محتملةً). أُبلغ عن تعافي 13 حالةً جديدةً، ليصبح العدد الكلي للمتعافين 1598 حالةً. يوجد حتى هذا اليوم 132 حالةً نشطةً مع علاج عشرة أشخاص بالمستشفيات.[2]
- أبلغت سنغافورة عن 40 حالةً جديدةً، ليصبح العدد الكلي للحالات هناك 56,852 حالةً.[3][4]
- أبلغت أوكرانيا عن 2088 حالةً جديدةً مع 48 حالة وفاة جديدةً في نفس اليوم، ليصبح العدد الكلي للحالات والوفيات على الترتيب 123,303 حالات و2605 حالات؛ وتعافى إجمالي 57,802 حالة.[5]
- تخطت روسيا مليون حالة كوفيد 19.

### 2 سبتمبر
- أبلغت ماليزيا عن ست حالات جديدة، ليصبح العدد الكلي للحالات هناك 9360 حالةً. وتعافى أربعة أشخاص، ليصبح العدد الكلي للمتعافين 9079 حالةً. يوجد حتى هذا اليوم 153 حالةً نشطةً، مع أربع حالات في وحدات العناية المركزة وعلاج ثلاث حالات على أجهزة التنفس الاصطناعي.[6]
- أبلغت نيوزيلندا عن خمس حالات جديدة (ثلاث حالات انتقال بين أفراد المجتمع وحالتان من الخارج)، ليصبح العدد الكلي للحالات هناك 1757 حالةً (1406 حالات مؤكدة و351 حالةً محتملةً). أُبلغ عن شفاء ثماني حالات جديدة، ليصبح العدد الكلي للمتعافين هناك 1606 حالات. يوجد حتى هذا اليوم 129 حالةً نشطةً بينما يُعالج سبعة أشخاص بالمستشفيات، مع انخفاض في عدد الحالات النشطة بمقدار ثلاث حالات عن اليوم السابق.[7]
- أبلغت روسيا عن 4592 حالةً جديدةً، ليصبح العدد الكلي للحالات هناك 1,005,000 حالة. أبلغت الدولة عن 17,414 حالة وفاة.[8]
- أبلغت سنغافورة عن 49 حالةً جديدةً، ليصبح العدد الكلي للحالات هناك 56,901 حالة. وبعد ذلك، انخفض العدد الكلي للحالات بمقدار 41 حالةً بسبب أخطاء إدارية، ليصبح العدد الكلي للحالات 56,860 حالةً.[9]
- أبلغت أوكرانيا عن ارتفاع قياسي جديد في عدد الحالات اليومية الجديدة بواقع 2495 حالةً، بالإضافة إلى ارتفاع قياسي جديد في عدد الوفيات اليومية الجديدة بواقع 51 حالةً جديدةً، ليصبح العدد الكلي للحالات والوفيات على الترتيب 125,789 حالةً و2656 حالةً؛ وتعافى إجمالي 58,817 مريضًا.[10]
- تخطت الولايات المتحدة الأمريكية ستة ملايين حالة لكوفيد 19.

### 3 سبتمبر
- أبلغت ماليزيا عن 14 حالةً جديدة (أربع حالات من الخارج وعشر حالات انتقال محلي)، ليصبح العدد الكلي للحالات هناك 9374. تعافى أربعة أشخاص، ليصبح العدد الكلي للمتعافين هناك 9083 حالةً. يوجد حتى هذا اليوم 163 حالةً نشطةً، مع وجود أربعة أشخاص بوحدات العناية المركزة وعلاج ثلاثة أشخاص على أجهزة التنفس الاصطناعي.[11]
- أبلغت نيوزيلندا عن حالتين جديدتين (حالة من انتقال المرض بين أفراد المجتمع وحالة من الخارج)، ليصبح العدد الكلي للحالات هناك 1759 حالةً (1408 حالات مؤكدة و351 حالةً محتملةً). أُبلغ عن شفاء 16 حالةً، ليصبح العدد الكلي للمتعافين هناك 1622 حالةً مع انخفاض عدد الحالات النشطة إلى 115 حالةً.[12]
- أبلغت سنغافورة عن 48 حالةً جديدةً، ليصبح العدد الكلي للحالات هناك 56,908 حالات.[13][14]
- أبلغت أوكرانيا عن 2430 حالةً يوميةً جديدةً مع ارتفاع قياسي جديد في عدد الوفيات اليومية بواقع 54 حالة وفاة جديدة، ليصبح العدد الكلي للحالات والوفيات على الترتيب 128,228 حالةً و2710 حالات؛ وتعافى إجمالي 59,676 مريضًا.[15]

### 4 سبتمبر
- أبلغت ماليزيا عن 11 حالةً جديدةً (سبع حالات من الخارج وأربع حالات انتقال محلي)، ليصبح العدد الكلي للحالات هناك 9385 حالةً. تعافى تسعة أشخاص ليصبح العدد الكلي للمتعافين 9092 حالةً. يوجد حتى هذا اليوم 165 حالةً نشطةً، مع وجود أربع حالات بوحدات العناية المركزة وعلاج ثلاث حالات على أجهزة التنفس الاصطناعي. ظل عدد الوفيات ثابتًا عند 128 حالةً.[16]
- أبلغت نيوزيلندا عن خمس حالات جديدة (ثلاث حالات انتقال بين أفراد المجتمع وحالتان من الخارج)، ليصبح العدد الكلي للحالات 1764 (1413 حالةً مؤكدةً و351 حالةً محتملةً). أُبلغ عن شفاء ثماني حالات جديدة، ليصبح العدد الكلي للمتعافين 1630 حالةً. يوجد حتى الآن 112 حالةً نشطةً، مع وجود ست حالات بالمستشفيات. ولاحقًا في نفس اليوم، سجلت نيوزيلندا حالة وفاة واحدة، ليصبح عدد الوفيات هناك 23 حالةً.[17]
- أبلغت سنغافورة عن 40 حالةً جديدةً، ليصبح العدد الكلي للحالات هناك 56,948 حالةً.[18][19]
- أبلغت أوكرانيا عن ارتفاع قياسي جديد في عدد الحالات الجديدة اليومية بواقع 2723 حالةً مع 51 حالة وفاة يوميةً جديدةً، ليصبح العدد الكلي للحالات والوفيات على الترتيب 130,951 حالةً و2761 حالةً؛ وتعافى إجمالي 60,613 مريضًا.[20]

### 5 سبتمبر
- أبلغت ماليزيا عن ست حالات جديدة، ليصبح العدد الكلي للحالات هناك 9391 حالةً. تعافى 21 مريضًا، ليصبح العدد الكلي للمتعافين 9113 حالةً. يوجد حتى هذا اليوم 150 حالةً نشطةً، خمس حالات في وحدات العناية المركزة وثلاث حالات على أجهزة التنفس الاصطناعي. ظل عدد الوفيات ثابتًا عند 128 حالةً.[21]
- أبلغت نيوزيلندا عن ثلاث حالات (حالتان من انتقال المرض بين أفراد المجتمع وحالة من الخارج). أُبلغ عن حالة شفاء واحدة، ليصبح العدد الكلي للمتعافين هناك 1631 حالةً. أُبلغ عن حالتي وفاة جديدتين، ليصبح العدد الكلي للوفيات هناك 24 حالةً. ظل عدد الحالات النشطة ثابتًا عند 112 حالةً. يوجد مريضان بالمستشفيات، وهو انخفاض بمقدار أربع حالات عن اليوم السابق.[22]
- أبلغت بابوا غينيا الجديدة عن ثماني حالات جديدة. أبلغت 12 مقاطعةً من مقاطعات الدولة البالغ عددها 22 مقاطعةً عن وجود حالات إيجابية بها. ظل عدد الوفيات ثابتًا عند خمس حالات، وظل عدد المتعافين ثابتًا عند 232 حالةً. يوجد 240 اختبارًا تشخيصيًا في انتظار ظهور نتائج الفحص المخبري.[23]
- أبلغت سنغافورة عن 34 حالةً جديدةً، ليصبح العدد الكلي للحالات هناك 56,982 حالةً.[24][25]
- أبلغت أوكرانيا عن ارتفاع قياسي في عدد الحالات الجديدة اليومية بواقع 2836 حالةً مع 50 حالة وفاة يوميةً جديدةً، ليصبح العدد الكلي للحالات والوفيات على الترتيب 133,787 حالةً و2811 حالةً؛ وتعافى إجمالي 61,649 مريضًا.[26]
- وصلت الهند إلى أربعة ملايين حالة كوفيد 19.
- وصلت البرازيل إلى أربعة ملايين حالة كوفيد 19.

### 6 سبتمبر
- أبلغت ماليزيا عن ست حالات جديدة (ثلاث حالات من الخارج وثلاث حالات انتقال محلي للمرض)، ليصبح العدد الكلي للحالات هناك 9397 حالةً. تعافى مريضان ليصبح العدد الكلي للمتعافين هناك 9115 حالةً. يوجد حتى هذا اليوم 154 حالةً نشطةً، ست حالات بوحدات العناية المركزة مع علاج ثلاث حالات على أجهزة التنفس الاصطناعي. ظل عدد الوفيات ثابتًا عند 128 حالةً.[27][28]
- أبلغت نيوزيلندا عن خمس حالات جديدة، ليصبح العدد الكلي للحالات هناك 1772 حالةً (1421 حالةً مؤكدةً و351 حالةً محتملةً). أُبلغ عن حالة تعافٍ جديدة، ليصبح العدد الكلي للمتعافين 1632 حالةً. لم يُبلَغ عن أي وفيات جديدة، مع بقاء عدد الوفيات ثابتًا عند 24 حالةً. يوجد حتى هذا اليوم 116 حالةً نشطةً مع علاج أربع حالات بالمستشفيات.[29]
- أبلغت سنغافورة عن 40 حالةً جديدةً، ليصبح العدد الكلي للحالات 57,022 حالةً.[30][31]
- أبلغت أوكرانيا عن 2107 حالات يومية جديدة مع 35 حالة وفاة جديدةً، ليصبح العدد الرسمي للحالات والوفيات على الترتيب 135,894 حالةً و2846 حالةً؛ وتعافى إجمالي 62,227 مريضًا.[32]

### 7 سبتمبر
- أبلغت ماليزيا عن 62 حالةً جديدةً (56 حالة انتقال بين أفراد المجتمع وست حالات من الخارج)، ليصبح العدد الكلي للحالات هناك، 9459. تعافى تسعة أشخاص من المرض، ليصبح العدد الكلي للمتعافين هناك 9124 حالةً. يوجد حتى هذا اليوم 207 حالات نشطة، ست حالات بوحدات العناية المركزة، مع علاج أربع حالات على أجهزة التنفس الاصطناعي. ظل عدد الوفيات ثابتًا عند 128 حالةً.[33]
- أبلغت نيوزيلندا عن أربع حالات جديدة (حالتان من انتقال المرض بين أفراد المجتمع وحالتان من الخارج)، ليصبح العدد الكلي للحالات هناك 1776 حالةً (1425 حالةً مؤكدةً و351 حالةً محتملةً). أُبلغ عن حالتي شفاء جديدتين، ليصبح العدد الكلي للمتعافين 1634 حالةً. يوجد حتى هذا اليوم 118 حالةً نشطةً مع علاج أربع حالات بالمستشفيات.[34]
- أبلغت سنغافورة عن 22 حالةً جديدةً، ليصبح العدد الكلي للحالات هناك 57,044 حالةً.[35][36]
- أبلغت أوكرانيا عن 2174 حالةً يوميةً جديدةً مع 31 حالة وفاة يوميةً جديدةً، ليصبح العدد الكلي للحالات والوفيات على الترتيب 138,068 حالةً و2877 حالةً؛ وتعافى إجمالي 62,606 حالات.[37]

### 8 سبتمبر
- أبلغت ماليزيا عن مئة حالة جديدة، ليصبح العدد الكلي للحالات هناك 9559 حالةً. تعافى 12 شخصًا، ليصبح العدد الكلي للمتعافين 9136 حالةً. يوجد حتى هذا اليوم 295 حالةً نشطةً، بما يشمل، سبع حالات بوحدات العناية المركزة وأربع حالات تُعالَج على أجهزة التنفس الاصطناعي. ظل عدد الوفيات ثابتًا عند 128 حالةً.[38]
- أبلغت نيوزيلندا عن ست حالات جديدة، ليصبح العدد الكلي للحالات هناك 1782 حالةً (1431 حالةً مؤكدةً و351 حالةً محتملةً). أُبلغ عن حالة شفاء واحدة جديدة من المرض، ليصبح عدد المتعافين 1635 حالةً. يوجد الآن 123 حالةً نشطةً مع علاج أربع حالات بالمستشفيات.[39]
- أبلغت سنغافورة عن 47 حالةً جديدةً، ليصبح العدد الكلي للحالات 57,091 حالةً.[40][41]
- أبلغت أوكرانيا عن 2411 حالةً يوميةً جديدةً مع ارتفاع قياسي في عدد حالات الوفاة اليومية بواقع 57 حالةً، ليصبح العدد الكلي للحالات والوفيات على الترتيب 140,479 حالةً و2934 حالةً؛ وتعافى إجمالي 63,546 مريضًا.[42]

### 9 سبتمبر
- أبلغت ماليزيا عن 24 حالةً جديدةً، ليصبح العدد الكلي للحالات هناك 9583 حالةً. تعافت سبع حالات، ليصبح العدد الكلي للمتعافين 9143 حالةً. يوجد حتى هذا اليوم 312 حالةً، مع وجود سبع حالات بوحدات العناية المركزة، وعلاج أربع حالات على أجهزة التنفس الاصطناعي. ظل عدد الوفيات ثابتًا عند 128 حالةً.[43]
- أبلغت نيوزيلندا عن ست حالات مؤكدة جديدة (جميعها من انتقال المرض بين أفراد المجتمع)، ليصبح العدد الكلي للحالات هناك 1786 حالةً (1437 حالةً مؤكدةً و351 حالةً محتملةً). أُبلغ عن أربع حالات شفاء جديدة، ليصل العدد الكلي للمتعافين إلى 1639 حالةً. يوجد حتى هذا اليوم 125 حالةً نشطةً بما يشمل أربع حالات بالمستشفيات.[44]
- أبلغت سنغافورة عن 75 حالةً جديدةً، ليصبح العدد الكلي للحالات هناك 57,166 حالةً.[45][46]
- أبلغت أوكرانيا عن 2551 حالةً يوميةً جديدةً مع 45 حالة وفاة يوميةً جديدةً، ليصبح العدد الكلي للحالات والوفيات 143,030 حالةً و2979 حالةً على الترتيب؛ تعافت إجمالي 64,703 حالات.[47]

### 10 سبتمبر
- أبلغت ماليزيا عن 45 حالةً جديدةً، ليصبح العدد الكلي للحالات هناك 9628 حالةً. تعافى 24 مريضًا، ليصبح العدد الكلي للمتعافين 9167 حالةً. يوجد حتى هذا اليوم 333 حالةً نشطةً، مع تسع حالات بوحدات العناية المركزة وخمس حالات على أجهزة التنفس الاصطناعي.[48]
- أبلغت نيوزيلندا عن أربع حالات جديدة (حالتان من انتقال المرض بين أفراد المجتمع وحالتان من الخارج)، ليصبح العدد الكلي للحالات 1792 حالةً (1441 حالةً مؤكدةً و351 حالةً محتملةً). أُبلغ عن تسع حالات شفاء جديدة، ليصبح العدد الكلي للمتعافين 1648 حالةً. يوجد حتى هذا اليوم 120 حالةً نشطةً، مع علاج ثلاث حالات بالمستشفيات.[49]
- أبلغت سنغافورة عن 63 حالةً جديدةً، ليصبح العدد الكلي للحالات هناك 57,229 حالةً.
- أبلغت أوكرانيا عن 2582 حالةً يوميةً جديدةً مع 44 حالة وفاة جديدةً، ليصبح العدد الكلي للحالات والوفيات على الترتيب 145,612 حالةً و3023 حالةً؛ وتعافى إجمالي 65,877 مريضًا.[50][51]
- وصل عدد الوفيات العالمي إلى 900 ألف حالة طبقًا لجامعة جونز هوبكنز.

### 11 سبتمبر
- أبلغت ماليزيا عن 182 حالةً جديدةً، ليصبح العدد الكلي للحالات 9810 حالات. تعافى 14 مريضًا، ليصبح العدد الكلي للمتعافين 9181 حالةً. يوجد حتى هذا اليوم 501 حالة نشطة، مع تسع حالات بوحدات العناية المركزة وخمس حالات على أجهزة التنفس الاصطناعي.[52]
- أبلغت نيوزيلندا عن حالة واحدة جديدة (وهي حالة انتقال للمرض بين أفراد المجتمع)، ليصبح العدد الكلي للحالات هناك 1793 حالةً (1442 حالةً مؤكدةً و351 حالةً محتملةً). أُبلغ عن سبع حالات شفاء جديدة، ليصبح العدد الكلي للمتعافين 1655 حالةً. يوجد حتى هذا اليوم 114 حالةً نشطةً، مع وجود ثلاث حالات بالمستشفيات.[53]
- أبلغت سنغافورة عن 86 حالةً جديدةً، ليصبح العدد الكلي للحالات هناك 57,315 حالةً.[54][55]
- أبلغت أوكرانيا عن ارتفاع جديد للحالات اليومية الجديدة بواقع 3144 حالةً مع 53 حالة وفاة يوميةً جديدةً، ليصبح العدد الكلي للحالات والوفيات على الترتيب 148,756 حالةً و3076 حالةً؛ وتعافت إجمالي 67,005 حالات.[56]

### 12 سبتمبر
- أبلغت ماليزيا عن 58 حالةً جديدةً، ليصبح العدد الكلي للحالات هناك 9868. تعافى ثمانية أشخاص، ليصبح العدد الكلي للمتعافين 9189 حالةً. يوجد 551 حالةً نشطةً، مع تسع حالات بوحدات العناية المركزة وخمس حالات على أجهزة التنفس الاصطناعي.[57]
- أبلغت نيوزيلندا عن حالتين جديدتين (كلتاهما من انتقال المرض بين أفراد المجتمع)، ليصبح العدد الكلي للحالات هناك 1795 حالةً (1444 حالةً مؤكدةً و351 حالةً محتملةً). أُبلغ عن شفاء ثماني حالات جديدة، ليصبح العدد الكلي للمتعافين 1663 حالةً. يوجد حتى هذا اليوم 108 حالات نشطة مع وجود ثلاث حالات بالمستشفيات.[58]
- أبلغت سنغافورة عن 42 حالةً جديدةً، ليصبح العدد الكلي للحالات هناك 57,357 حالةً.[59][60]
- أبلغت أوكرانيا عن 3103 حالات يومية جديدة مع ارتفاع قياسي في الوفيات اليومية الجديدة بواقع 72 حالةً، ليصبح العدد الكلي للحالات والوفيات على الترتيب 151,859 حالةً و3148 حالةً؛ وتعافى إجمالي 68,346 مريضًا.[61]

### 13 سبتمبر
- أبلغت ماليزيا عن 47 حالةً جديدةً، ليصبح العدد الكلي للحالات 9915 حالةً. تعافى سبعة أشخاص، ليصبح العدد الكلي للمتعافين هناك 9196 حالةً. يوجد حتى هذا اليوم 591 حالةً نشطةً، مع تسع حالات بوحدات العناية المركزة وأربع حالات على أجهزة التنفس الاصطناعي.[62]
- أبلغت نيوزيلندا عن حالتين جديدتين، ليصبح العدد الكلي للحالات هناك 1797 حالةً (1446 حالةً مؤكدةً و351 حالةً محتملةً). أُبلغ عن شفاء 13 حالةً جديدةً، ليصبح العدد الكلي للمتعافين 1676. يوجد حتى هذا اليوم 97 حالةً نشطةً مع ثلاث حالات بالمستشفيات.[63]
- أبلغت سنغافورة عن 49 حالةً جديدةً، ليصبح العدد الكلي للحالات هناك 57,406 حالات.[64][65]
- أبلغت أوكرانيا عن 2476 حالةً يوميةً جديدةً مع 30 حالة وفاة يوميةً جديدةً، ليصبح العدد الكلي للحالات والوفيات على الترتيب 154,335 حالةً و3178 حالةً؛ وتعافى إجمالي 68,893 مريضًا.[66]

### 14 سبتمبر
- أبلغت ماليزيا عن 31 حالةً جديدةً، ليصبح العدد الكلي للحالات هناك 9946 حالةً. تعافى سبعة أشخاص، ليصبح العدد الكلي للمتعافين 9203 حالات. يوجد حتى هذا اليوم 615 حالةً نشطةً، مع 11 حالةً بوحدات العناية المركزة وخمس حالات على أجهزة التنفس الاصطناعي.[67]
- أبلغت نيوزيلندا عن حالة واحدة جديدة (من انتقال المرض بين أفراد المجتمع)، ليصبح العدد الكلي للحالات 1798 حالةً (1447 حالةً مؤكدةً و351 حالةً محتملةً). أُبلغ عن شفاء حالتين جديدتين، ليصبح العدد الكلي للمتعافين 1678 حالةً. يوجد حتى هذا اليوم 96 حالةً نشطةً، مع ثلاث حالات بالمستشفيات.[68]
- أبلغت سنغافورة عن 48 حالةً جديدةً، ليصبح العدد الكلي للحالات هناك 57,454 حالةً.[69][70]
- أبلغت أوكرانيا عن 2462 حالةً يوميةً جديدةً مع 33 حالة وفاة يوميةً جديدةً، ليصبح العدد الكلي للحالات والوفيات على الترتيب 156,797 حالةً و3211 حالةً؛ وتعافى إجمالي 69,534 مريضًا.[71]

### 15 سبتمبر
- أبلغت ماليزيا عن 23 حالةً جديدةً (13 حالة انتقال محلي وعشر حالات من الخارج)، ليصبح العدد الكلي للحالات هناك 9969 حالةً. تعافى ستة أشخاص، ليصبح العدد الكلي للمتعافين هناك 9209 حالات. يوجد حتى هذا اليوم 632 حالةً نشطةً، مع 14 حالةً بوحدات العناية المركزة وأربع حالات على أجهزة التنفس الاصطناعي.[72]
- أبلغت نيوزيلندا عن ثلاث حالات مؤكدة جديدة (جميعها من الخارج)، ليصبح العدد الكلي للحالات هناك 1801 حالة (1450 حالةً مؤكدةً و351 حالةً محتملةً). أبلغ عن 16 حالة شفاء من المرض، ليصبح عدد المتعافين هناك 1694 حالةً. يوجد حتى هذا اليوم 83 حالةً نشطةً، مع وجود ثلاث حالات بالمستشفيات.[73]
- أبلغت سنغافورة عن 34 حالةً جديدةً، ليصبح العدد الكلي للحالات هناك 57,488 حالةً.[74][75]
- أبلغت أوكرانيا عن 2905 حالات يومية جديدة مع 53 حالة وفاة يوميةً جديدةً، ليصبح العدد الكلي للحالات والوفيات على الترتيب 159,702 حالة و3264 حالةً؛ وتعافت إجمالي 70,810 حالات.[76]

### 16 سبتمبر
- أبلغت ماليزيا عن 62 حالةً جديدةً (61 حالة انتقال بين أفراد المجتمع وحالة من الخارج)، ليصبح العدد الكلي للحالات هناك 10,031 حالةً. تعافى 26 مريضًا، ليصبح العدد الكلي للمتعافين 9235 حالةً. يوجد حتى هذا اليوم 668 حالةً نشطةً، مع 15 حالةً بوحدات العناية المركزة وثلاث حالات على أجهزة التنفس الاصطناعي.[77]
- أبلغت نيوزيلندا عن حالة واحدة جديدة (من الخارج)، ليصبح العدد الكلي للحالات 1802 حالة (1451 حالةً مؤكدةً و351 حالةً محتملةً). أُبلغ عن شفاء أربع حالات جديدة، ليصبح العدد الكلي للمتعافين 1698 حالةً. أُبلغ عن حالة وفاة واحدة، ليصبح العدد الكلي للوفيات 25 حالةً. يوجد حتى هذا اليوم 79 حالةً نشطةً مع وجود ثلاث حالات بالمستشفيات.[78]
- أبلغت سنغافورة عن 27 حالةً جديدةً، ليصبح العدد الكلي للحالات 57,515 حالةً. وعلاوةً على ذلك، انخفض العدد الكلي للحالات بواقع حالة واحدة بعد نتيجة إيجابية كاذبة لأحد الاختبارات التشخيصية، ليصبح العدد الكلي للحالات 57,514 حالةً.[79]
- أبلغت أوكرانيا عن 2958 حالةً يوميةً جديدةً مع ارتفاع قياسي جديد لعدد الوفيات اليومية بواقع 76 حالةً، ليصبح العدد الكلي للحالات والوفيات على الترتيب 162,660 حالةً و3340 حالةً؛ وتعافى إجمالي 72,324 مريضًا.[80]
- وصلت الهند إلى خمسة ملايين حالة كوفيد 19.

### 17 سبتمبر
- أبلغت ماليزيا عن 21 حالةً جديدةً، ليصبح العدد الكلي للحالات 10,052 حالةً. تعافى 15 مريضًا، ليصبح العدد الكلي للمتعافين 9252 حالةً.[81]
- أبلغت نيوزيلندا عن سبع حالات جديدة (جميعها من الخارج)، ليصبح العدد الكلي للحالات 1809 حالات (1458 حالةً مؤكدةً و351 حالةً محتملةً). أُبلغ عن شفاء تسع حالات، ليصبح العدد الكلي للمتعافين 1707 حالات. يوجد حتى هذا اليوم 77 حالةً نشطةً، مع علاج أربع حالات بالمستشفيات.[82]
- أبلغت سنغافورة عن 18 حالةً جديدةً، ليصبح العدد الكلي للحالات هناك 57,532 حالةً.[83]
- أبلغت أوكرانيا عن ارتفاع قياسي جديد للحالات اليومية الجديدة بواقع 3584 حالةً مع 60 حالة وفاة يوميةً جديدةً، ليصبح العدد الكلي للحالات والوفيات على الترتيب 166,244 حالةً و3400 حالة؛ وتعافى إجمالي 73,913 حالةً.[84]

### 18 سبتمبر
- أبلغت ماليزيا عن 95 حالةً جديدةً (91 حالة انتقال بين أفراد المجتمع وأربع حالات من الخارج)، ليصبح العدد الكلي للحالات هناك 10,147 حالةً. تعافى 14 مريضًا، ليصبح العدد الكلي للمتعافين هناك 9264 حالةً. توفيت حالة واحدة، ليصبح العدد الكلي للوفيات 129 حالةً.[85]
- لم تبلغ نيوزيلندا عن أي حالات جديدة، ليظل عدد الحالات هناك ثابتًا عند 1809 حالات (1458 حالةً مؤكدةً و351 حالةً محتملةً). أُبلغ عن شفاء سبع حالات، ليصبح العدد الكلي للمتعافين 1714 حالةً. يوجد حتى هذا اليوم 70 حالةً نشطةً، مع علاج أربع حالات بالمستشفيات.[86]
- أبلغت سنغافورة عن عشر حالات جديدة، ليصبح العدد الكلي للحالات هناك 57,542 حالةً.[87]
- أبلغت أوكرانيا عن 3228 حالةً يوميةً جديدةً مع 68 حالة وفاة يوميةً جديدةً، ليصبح العدد الكلي للحالات والوفيات على الترتيب 169,472 حالةً و3468 حالةً؛ وتعافى إجمالي 75,486 مريضًا.[88]

### 19 سبتمبر
- أبلغت ماليزيا عن 20 حالةً جديدةً، ليصبح العدد الكلي للحالات هناك 10,167 حالةً. تعافى 51 مريضًا، ليصبح العدد الكلي للمتعافين 9315 حالةً. أُبلغ عن حالة وفاة واحدة، ليصبح العدد الكلي للوفيات 130 حالةً. يوجد حتى هذا اليوم 722 حالةً نشطةً، مع 12 حالةً بوحدات العناية المركزة وحالتين على أجهزة التنفس الاصطناعي.[89]
- أبلغت نيوزيلندا عن حالتين جديدتين (حالة من انتقال المرض بين أفراد المجتمع وحالة من الخارج)، ليصبح العدد الكلي للحالات 1811 حالةً (1460 حالةً مؤكدةً و351 حالةً محتملةً). أُبلغ عن شفاء خمس حالات، ليصبح العدد الكلي للمتعافين 1719 حالةً. يوجد حتى هذا اليوم 67 حالةً نشطةً مع علاج أربع حالات بالمستشفيات.[90]
- أبلغت سنغافورة عن 15 حالةً جديدةً، ليصبح العدد الكلي للحالات هناك 57,557 حالةً.[91]
- أبلغت أوكرانيا عن 3240 حالةً يوميةً جديدةً مع 48 حالة وفاة يوميةً جديدةً، ليصبح العدد الكلي للحالات والوفيات على الترتيب 172,712 حالةً و3516 حالةً؛ وتعافى إجمالي 76,754 مريضًا.[90]
- طبقًا لجامعة جونز هوبكنز، أُصيب أكثر من 30 مليون شخص بفيروس كورونا المستجد، وتعافى أكثر من 20 مليون شخص، وتوفي على الأقل 943 ألف شخص.[92]

### 20 سبتمبر
- أبلغت ماليزيا عن 52 حالةً جديدةً، ليصبح العدد الكلي للحالات هناك 10,219 حالةً. تعافى 40 مريضًا، ليصبح العدد الكلي للمتعافين 9355 حالةً. يوجد حتى هذا اليوم 734 حالةً نشطةً، مع عشر حالات بوحدات العناية المركزة وحالتين على أجهزة التنفس الاصطناعي.[93]
- أبلغت نيوزيلندا عن أربع حالات جديدة، ليصبح العدد الكلي للحالات هناك 1815 حالةً (1464 حالةً مؤكدةً و351 حالةً محتملةً). ظل عدد المتعافين ثابتًا عند 1719 حالةً وظل عدد الوفيات ثابتًا عند 25 حالةً. يوجد حتى هذا اليوم 71 حالةً نشطةً وظلت ثلاث حالات بالمستشفيات.[94]
- أبلغت سنغافورة عن 18 حالةً جديدةً، ليصبح العدد الكلي للحالات هناك 57,575 حالةً.[95]
- أبلغت أوكرانيا عن 2966 حالةً يوميةً جديدةً مع41 حالة وفاة يوميةً جديدةً، ليصبح العدد الكلي للحالات والوفيات على الترتيب 175,678 حالةً و3557 حالةً؛ تعافى إجمالي 77,512 مريضًا.[96]

### 21 سبتمبر
- أبلغت ماليزيا عن 57 حالةً جديدةً، ليصبح العدد الكلي للحالات هناك 10,276 حالةً. تعافى 40 مريضًا، ليصبح العدد الكلي للمتعافين 9395 حالةً. يوجد حتى هذا اليوم 751 حالةً نشطةً، مع تسع حالات بوحدات العناية المركزة وحالتين على أجهزة التنفس الاصطناعي.[97]
- لم تبلغ نيوزيلندا عن أي حالات جديدة، ليظل عدد الحالات ثابتًا عند 1815 حالةً (1464 حالةً مؤكدةً و351 حالةً محتملةً). تعافى تسعة أشخاص، ليصبح العدد الكلي للمتعافين 1728 حالةً. يوجد حتى هذا اليوم 62 حالةً نشطةً مع بقاء ثلاث حالات بالمستشفيات. ظل عدد الوفيات ثابتًا عند 25 حالةً.[98]
- أبلغت سنغافورة عن 31 حالةً جديدةً، ليصبح العدد الكلي للحالات هناك 57,606 حالات.
- أبلغت أوكرانيا عن 2675 حالةً يوميةً جديدةً مع 26 حالة وفاة يوميةً جديدةً، ليصبح العدد الكلي للحالات والوفيات على الترتيب 178,353 و3583 حالةً؛ وتعافى إجمالي 78,184 مريضًا.[99]
- تخطت الولايات المتحدة 200 ألف حالة وفاة بسبب كوفيد 19.[100]

### 22 سبتمبر
- أبلغت ماليزيا عن 82 حالةً جديدةً، ليصبح العدد الكلي للحالات هناك 10,358 حالةً. تعافى 168 مريضًا، ليصبح العدد الكلي للمتعافين 9563 حالةً. يوجد حتى هذا اليوم 665 حالةً نشطةً، مع تسع حالات بوحدات العناية المركزة وحالتين على أجهزة التنفس الاصطناعي. ظل عدد الوفيات ثابتًا عند 130 حالةً.[101]
- لم تبلغ نيوزيلندا عن أي حالات جديدة، ليظل عدد الحالات ثابتًا عند 1815 حالةً (1464 حالةً مؤكدةً و351 حالةً محتملةً). تعافى شخص واحد، ليصبح العدد الكلي للمتعافين 1729 حالةً. يوجد حتى هذا اليوم 63 حالةً نشطةً، وظلت ثلاث حالات بالمستشفيات. ظل عدد الوفيات ثابتًا عند 25 حالةً.
- أبلغت سنغافورة عن 21 حالةً جديدةً، ليصبح العدد الكلي للحالات هناك 57,627 حالةً.[102]
- أبلغت أوكرانيا عن 2884 حالةً يوميةً جديدةً مع 59 حالة وفاة يوميةً جديدةً، ليصبح العدد الكلي للحالات والوفيات على الترتيب 181,237 حالةً و3642 حالةً؛ وتعافى إجمالي 79,901 مريض.[103]

### 23 سبتمبر
- أبلغت ماليزيا عن 147 حالةً جديدةً، ليصبح العدد الكلي للحالات هناك 10,505 حالات. تعافى 39 مريضًا، ليصبح العدد الكلي للمتعافين 9602 حالة. أُبلغ عن ثلاث وفيات جديدة، ليصبح العدد الكلي للوفيات 133 حالةً. يوجد حتى هذا اليوم 770 حالةً نشطةً، مع ثماني حالات بوحدات العناية المركزة وحالتين على أجهزة التنفس الاصطناعي.[104]
- أبلغت نيوزيلندا عن أربع حالات جديدة مؤكدة وخمس حالات محتملة، ليصبح العدد الكلي للحالات 1824 حالةً (1468 حالةً مؤكدةً و356 حالةً محتملةً). تعافت ثماني حالات، ليصبح العدد الكلي للمتعافين 1737 حالةً. يوجد حتى هذا اليوم 62 حالةً نشطةً مع علاج ثلاث حالات بالمستشفيات. ظل عدد الوفيات ثابتًا عند 25 حالةً.[105]
- أبلغت سنغافورة عن 12 حالةً جديدةً، ليصبح العدد الكلي للحالات 57,639 حالةً.[106]
- أبلغت أوكرانيا عن 3497 حالةً يوميةً جديدةً و63 حالة وفاة يوميةً جديدةً، ليصبح العدد الكلي للحالات والوفيات على الترتيب 184,734 حالةً و3705 حالة؛ وتعافى إجمالي 81,670 مريضًا.[107]

### 24 سبتمبر
- أبلغت ماليزيا عن 71 حالةً جديدةً، ليصبح العدد الكلي للحالات هناك 10,576 حالةً. تعافى 64 مريضًا، ليصبح العدد الكلي للمتعافين 9666 حالةً. يوجد حتى هذا اليوم 777 حالةً نشطةً، مع ست حالات بوحدات العناية المركزة وحالتين على أجهزة التنفس الاصطناعي.[108]
- أبلغت نيوزيلندا عن ثلاث حالات جديدة، ليصبح العدد الكلي للحالات 1827 حالةً (1471 حالةً مؤكدةً و356 حالةً محتملةً). ظل عدد المتعافين ثابتًا عند 1737 حالةً بينما ظل عدد الوفيات ثابتًا عند 25 حالةً. يوجد حتى هذا اليوم 65 حالةً، مع ثلاث حالات بالمستشفيات.[109]
- أبلغت سنغافورة عن 15 حالةً جديدةً، ليصبح العدد الكلي للحالات هناك 57,654 حالةً.[110]
- أبلغت أوكرانيا عن 3372 حالةً يوميةً جديدةً مع 52 حالة وفاة يوميةً جديدةً، ليصبح العدد الكلي للحالات والوفيات على الترتيب 188,106 حالات و3757 حالةً؛ وتعافى إجمالي 83,458 مريضًا.[111]

### 25 سبتمبر
- أبلغت ماليزيا عن 111 حالةً جديدةً، ليصبح العدد الكلي للحالات هناك 10,685 حالةً. تعافى 30 مريضًا، ليصبح العدد الكلي للمتعافين 9696 حالةً. يوجد حتى هذا اليوم 858 حالةً مع أربع حالات بوحدات العناية المركزة وثلاث حالات على أجهزة التنفس الاصطناعي.[112]
- أبلغت نيوزيلندا عن حالتين جديدتين، ليصبح العدد الكلي للحالات هناك 1829 حالةً (1473 حالةً مؤكدةً و356 حالةً محتملةً). أُبلغ عن سبع حالات شفاء جديدة، ليصبح العدد الكلي للمتعافين 1744 حالةً. يوجد حتى هذا اليوم 60 حالةً نشطةً، مع ثلاث حالات بالمستشفيات. أُجري 6465 اختبارًا تشخيصيًا خلال اليوم السابق.[113]
- أبلغت سنغافورة عن 11 حالةً جديدةً، ليصبح العدد الكلي للحالات 57,665 حالةً.[114][115]
- أبلغت أوكرانيا عن 3565 حالةً يوميةً جديدةً مع 70 حالة وفاة يوميةً جديدةً، ليصبح العدد الكلي للحالات والوفيات على الترتيب 191,671 حالةً و3827 حالةً؛ وتعافى إجمالي 85,133 مريضًا.[116]
- وصلت الولايات المتحدة إلى سبعة ملايين حالة كوفيد 19.

### 26 سبتمبر
- أبلغت ماليزيا عن 82 حالةً جديدةً، ليصبح العدد الكلي للحالات هناك 10,769 حالةً. وكان هناك 89 حالة شفاء جديدةً، ليصبح العدد الكلي للمتعافين 9785 حالةً. يوجد حتى هذا اليوم 851 حالةً نشطةً، مع ثماني حالات بوحدات العناية المركزة وأربع حالات على أجهزة التنفس الاصطناعي.[117]
- أبلغت نيوزيلندا عن حالتين جديدتين (حالة من الخارج وحالة قديمة)، ليصبح العدد الكلي للحالات 1831 حالةً (1475 حالةً مؤكدةً و356 حالةً محتملةً). أُبلغ عن حالة شفاء جديدة، ليصبح العدد الكلي للمتعافين 1745 حالةً. يوجد حتى هذا اليوم 61 حالةً نشطةً مع علاج حالتين بالمستشفيات.[117]
- أبلغت سنغافورة عن 20 حالةً جديدةً، ليصبح العدد الكلي للحالات 57,685 حالةً.[118][119]
- أبلغت أوكرانيا عن ارتفاع قياسي جديد في عدد الحالات اليومية الجديدة بواقع 3833 حالةً مع بلوغ الرقم القياسي السابق لعدد الوفيات مرةً أخرى بواقع 76 حالة وفاة يوميةً جديدةً، ليصبح العدد الكلي للحالات والوفيات على الترتيب 195,504 حالات و3903 حالات؛ وتعافى إجمالي 86,873 مريضًا.[120]

### 27 سبتمبر
- أبلغت ماليزيا عن 150 حالةً جديدةً، ليصبح العدد الكلي للحالات هناك 10.919 حالةً. تعافى 50 مريضًا، ليصبح العدد الكلي للمتعافين هناك 9835 حالةً. توفي شخص واحد، ليصبح العدد الكلي للوفيات 134 حالةً. يوجد حتى هذا اليوم 950 حالةً نشطةً، مع ست حالات بوحدات العناية المركزة وأربع حالات على أجهزة التنفس الاصطناعي.[121]
- أبلغت نيوزيلندا عن حالتين جديدتين (كلتاهما من الخارج)، ليصبح العدد الكلي للحالات 1833 حالةً (1477 حالةً مؤكدةً و356 حالةً محتملةً). أُبلغ عن شفاء أربع حالات جديدة، ليصبح العدد الكلي للمتعافين 1749 حالةً. يوجد حتى هذا اليوم 59 حالةً نشطةً مع علاج حالة واحدة بالمستشفيات.[122]
- أبلغت سنغافورة عن 15 حالةً جديدةً، ليصبح العدد الكلي للحالات هناك 57,700 حالة.[123]
- أبلغت أوكرانيا عن 3130 حالةً يوميةً جديدةً مع 56 حالة وفاة يوميةً جديدةً، ليصبح العدد الكلي للحالات والوفيات على الترتيب 198,634 حالةً و3959 حالةً؛ وتعافى إجمالي 87,882 مريضًا.[124]
- وصل تعداد الوفيات العالمي لفيروس كورونا المستجد إلى مليون حالة وفاة.[125]

### 28 سبتمبر
- أبلغت ماليزيا عن 115 حالةً جديدةً، ليصبح العدد الكلي للحالات هناك 11,034 حالةً. تعافى 54 مريضًا، ليصبح العدد الكلي للمتعافين هناك 9889 حالةً. يوجد حتى هذا اليوم 1011 حالةً نشطةً، مع ثماني حالات بوحدات العناية المركزة وخمس حالات على أجهزة التنفس الاصطناعي.[126]
- لم تبلغ نيوزيلندا عن أي حالات جديدة، ليظل العدد الكلي للحالات هناك ثابتًا عند 1833 حالةً (1477 حالةً مؤكدةً و456 حالةً محتملةً). أُبلغ عن أربع حالات شفاء جديدة، ليصل العدد الكلي للمتعافين إلى 1753 حالةً. يوجد حتى هذا اليوم 55 حالةً نشطةً.[127]
- أبلغت سنغافورة عن 15 حالةً جديدةً، ليصبح العدد الكلي للحالات هناك 57,715 حالةً.[128][129]
- أبلغت أوكرانيا عن 2671 حالةً يوميةً جديدةً مع 37 حالة وفاة يوميةً جديدةً، ليصبح العدد الكلي للحالات والوفيات على الترتيب 201,305 حالات و3996 حالةً؛ وتعافى إجمالي 88,453 مريضًا.[130]
- وصلت الهند إلى ستة ملايين حالة كوفيد 19.

### 29 سبتمبر
- أبلغت ماليزيا عن 101 حالة جديدة، ليصبح العدد الكلي للحالات هناك 11,135 حالةً. تعافى 50 مريضًا، ليصبح العدد الكلي للمتعافين هناك 9939 حالةً. يوجد حتى هذا اليوم 1062 حالةً نشطةً، مع 13 حالةً بوحدات العناية المركزة وخمس حالات على أجهزة التنفس الاصطناعي.[131]
- أبلغت نيوزيلندا عن حالتين مؤكدتين جديدتين (كلتاهما من الخارج)، ليصبح العدد الكلي للحالات هناك 1835 حالةً (1479 حالةً مؤكدةً و456 حالةً محتملةً). أُبلغ عن حالتي شفاء جديدتين، ليصبح العدد الكلي للمتعافين 1755 حالةً. يوجد حتى هذا اليوم 55 حالةً نشطةً.[132]
- أبلغت سنغافورة عن 27 حالةً جديدةً، ليصبح العدد الكلي للحالات هناك 57,742 حالةً.[133]
- أبلغت أوكرانيا عن 3627 حالةً يوميةً جديدةً مع 69 حالة وفاة يوميةً جديدةً ليصبح العدد الكلي للحالات والوفيات على الترتيب 204,932 حالةً و4065 حالةً؛ وتعافى إجمالي 90,250 مريضًا.[134]

### 30 سبتمبر
- أبلغت ماليزيا عن 89 حالةً جديدةً، ليصبح العدد الكلي للحالات هناك 11,124 حالةً. تعافى 28 مريضًا، ليصبح العدد الكلي للمتعافين هناك 9967 حالةً. أُبلغ عن حالتي وفاة، ليصبح العدد الكلي للوفيات 136 حالةً. يوجد حتى هذا اليوم 1124 حالةً نشطةً، مع 16 حالةً بوحدات العناية المركزة وثلاث حالات على أجهزة التنفس الاصطناعي.[135]
- أبلغت نيوزيلندا عن حالة واحدة جديدة، ليصل العدد الكلي للحالات هناك إلى 1836 حالةً (1480 حالةً مؤكدةً و356 حالةً محتملةً). تعافى 12 مريضًا، ليصبح العدد الكلي للمتعافين هناك 1767 حالةً. يوجد حتى هذا اليوم 44 حالةً نشطةً مع حالة واحدة بالمستشفيات.[136]
- أبلغت سنغافورة عن 23 حالةً جديدةً، ليصبح العدد الكلي للحالات هناك 57,765 حالةً.[137][138]
- أبلغت أوكرانيا عن ارتفاع قياسي جديدة في عدد الحالات اليومية الجديدة بواقع 4027 حالةً مع 64 حالة وفاة يوميةً جديدةً، ليصبح العدد الكلي للحالات والوفيات على الترتيب 208,959 حالةً و4065 حالةً؛ وتعافى 92,360 مريضًا.[139]